# Rue de Berri
 (janvier 2017).

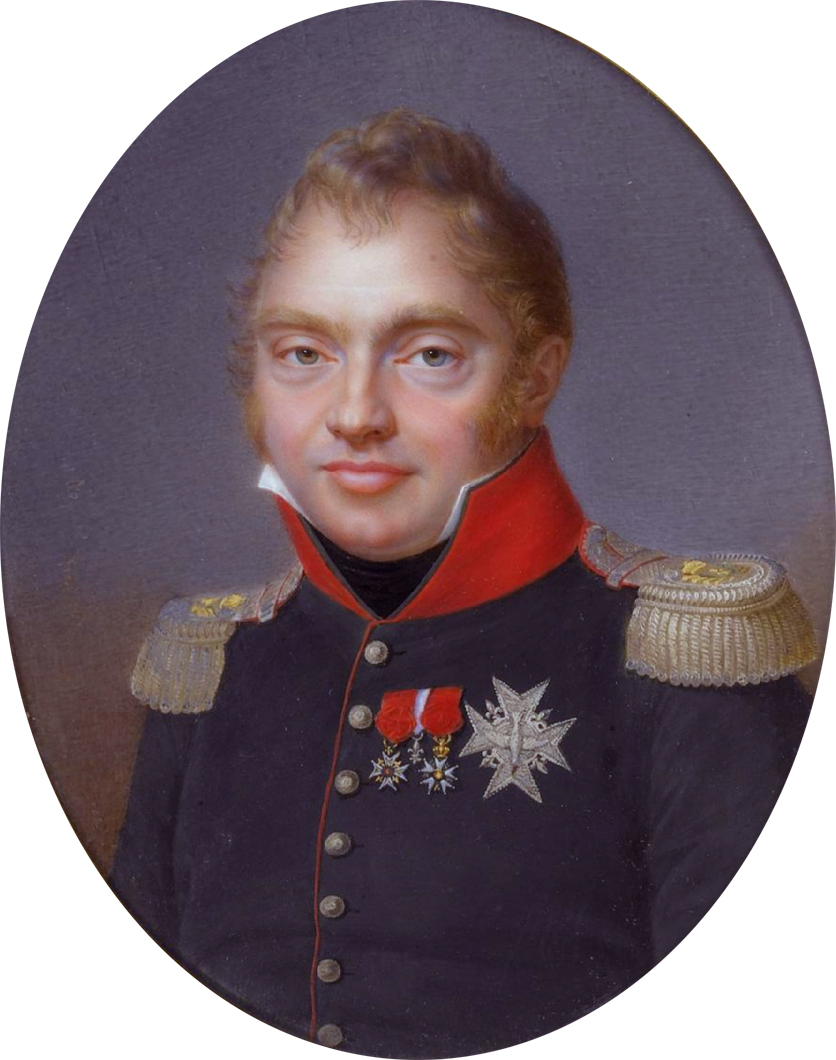
Charles Ferdinand d'Artois, duc de Berry. Miniature de Jean-Baptiste-Jacques Augustin.

La rue de Berri est une voie du 8e arrondissement de Paris. 

## Situation et accès
Elle commence au 92, avenue des Champs-Élysées et se termine au 163, boulevard Haussmann.

## Origine du nom
Cette rue est nommée en l'honneur du comte d'Artois (le duché de Berry fut dans son apanage et, plus tard, son fils puîné sera duc de Berry (1778-1820).

## Historique
À partir de 1640, l'espace compris aujourd'hui entre les rues du Colisée et de Berri, l'avenue des Champs-Élysées et la rue du Faubourg-Saint-Honoré fut occupé par la pépinière royale, qui fournissait les résidences royales en arbres, arbustes et fleurs. Elle fut désaffectée sous la Régence pour faire place à une opération de lotissement projetée par John Law autour d'un  nouvel hôtel des Monnaies. Le terrain fut affecté à Regnard, directeur de la Monnaie, mais le projet resta sans suite.
Le terrain de la pépinière devint en 1755 la propriété du comte de Saint-Florentin, secrétaire d'État à la maison du Roi, qui le céda en 1764 à sa maîtresse, la comtesse de Langeac (1725-1778). Celle-ci le vendit en 1772 au comte d'Artois, frère cadet de Louis XVI, qui voulait y réaliser une vaste opération immobilière. En application de lettres patentes du 4 avril 1778, il fit ouvrir les rues de Ponthieu, d'Angoulême (partie de l'actuelle rue La Boétie) et Neuve-de-Berri.
La rue de Berri suivait le tracé d'un ancien chemin conduisant de Chaillot au Roule, mentionné dès 1672 sur le plan de Jouvin de Rochefort. On l'appela ensuite « ruelle de Chaillot », ou encore « ruelle de l'Oratoire » parce qu'elle longeait le jardin des Oratoriens, qui se trouvait entre les actuelles rues de Berri et Washington.
En 1778, le chemin fut pavé et élargi. La rue devint « rue de la Fraternité » en 1848 avant de prendre sa dénomination actuelle en 1852. La rue de Berri n'allait à l'origine que jusqu'à la rue du Faubourg-Saint-Honoré. Elle fut prolongée en 1864 jusqu'au boulevard Haussmann.
Le 29 mai 1918, durant la Première Guerre mondiale, un obus lancé par la Grosse Bertha explose au no 29 rue de Berri.

## Bâtiments remarquables et lieux de mémoire
- No 3 : hôtel particulier dans lequel, à la Belle Époque, Isabelle Davesne tenait un cabinet de voyance réputé et ne répugnait pas non plus à s'entremettre pour arranger des mariages[3].
- Nos 5 et 5 bis (et 12 à 16 rue Washington) : ensemble d'immeubles (1981) comprenant un établissement hôtelier, « Le Warwick », et un passage couvert contemporain abritant des commerces et restaurants, nommé « galerie Berri-Washington » d'après les deux rues qu'il relie entre elles.
  - C'est le lieu de décès du chanteur de rock Robert Palmer (1949-2003, mort d'une crise cardiaque à l'hôtel Warwick[4]
  - Y ont logé à partir de 1927 Maurice Lacoin et sa fille Élisabeth Lacoin.
- No 7 : en 1925, l'hôtelier suisse Émile Wolf rachète un hôtel particulier qu'il transforme en hôtel de voyageurs, l’hôtel Lancaster, où Marlène Dietrich réside pendant trois ans à la fin des années 1930.
- No 8 : délégation permanente du Mexique auprès de l'OCDE.
- No 12 : la comédienne Réjane (1856-1920) prit un appartement dans cet immeuble après avoir habité le 25, avenue d'Antin. La romancière féministe Gabrielle Réval (1869-1938) était sa voisine dans le même immeuble. Elle était à la fois la tante et l’épouse de Fernand Fleuret, l’érudit ami d’Apollinaire. Abrite aujourd'hui le consulat général de Colombie à Paris.
- No 16 : Hôtel California.
- No 20 : légation de Belgique dans les années 1900[5].
- No 21 : en 1930 est construit à cette adresse un immeuble de style Art déco par les architectes Fernand Leroy et Jacques Cury[6]. Le New York Herald Tribune (édition européenne) y a ses locaux de 1930 à 1978[7],[8]. En 2019, l’immeuble est rénové et agrandi[6].
- No 35 : 
  - hôtel Champs-Élysées Plaza.
  - Paul Meurisse et Michèle Alfa y demeuraient lors de leur mariage en 1942[9]
- No 38 : siège du Parti chrétien-démocrate.
- No 39 : ancien siège social du fabricant d'automobiles « Ateliers d'Automobiles & d'Aviation » qui de 1919 à 1920 produisit de luxueuses voitures électriques dans son usine parisienne du 6 passage Miolis (Paris 15).
- No 40 : le compositeur Paul Vidal (1863-1931), premier grand Prix de Rome en 1883, habita dans cet immeuble.
- No 48 : immeuble où habita, autour de 1900, le comte de Schoenborn, « musicien de talent, délicat interprète de Schumann et compositeur sous le nom de Max Gus », selon André Becq de Fouquières[10].

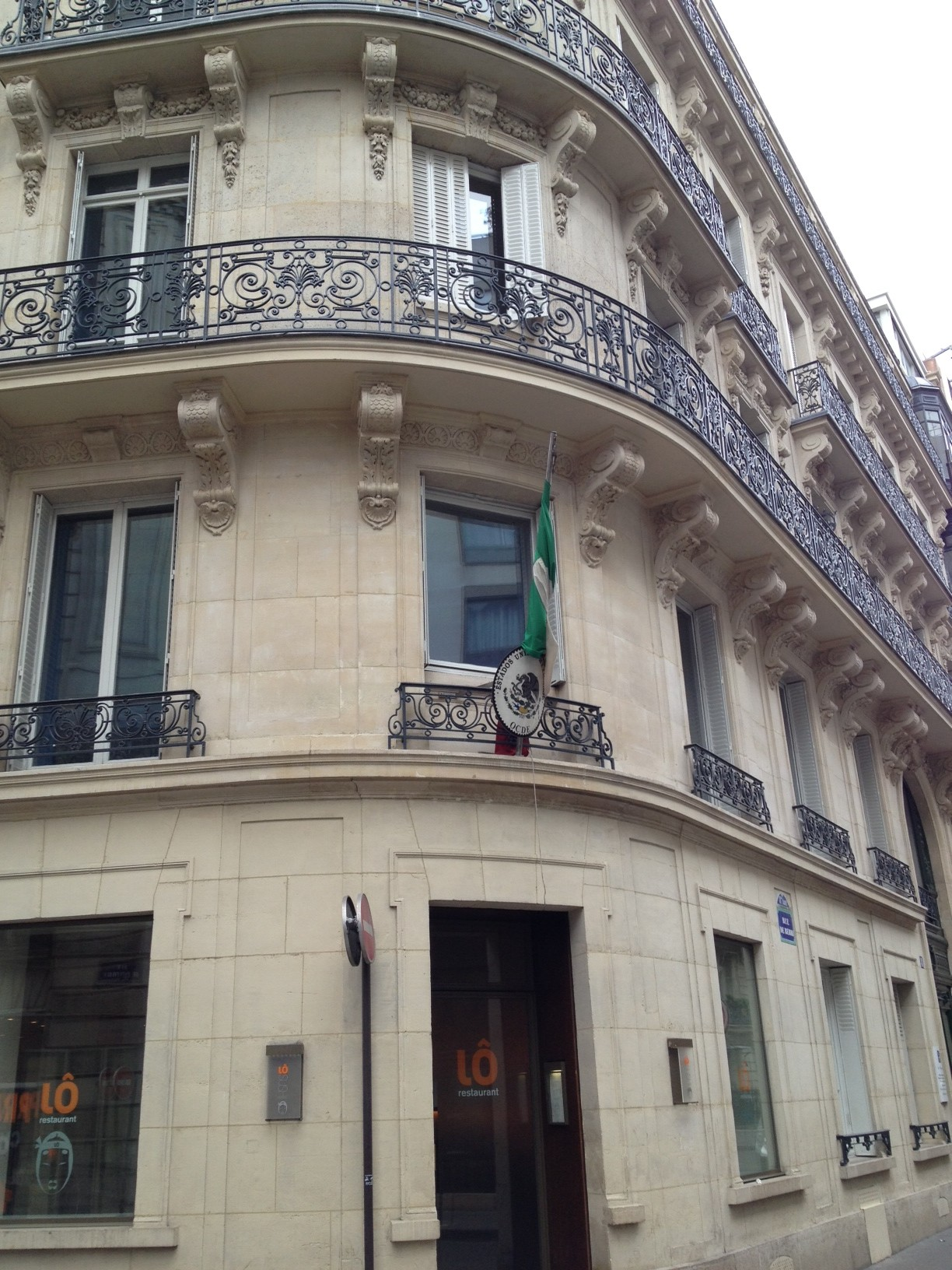
No 8 : délégation permanente du Mexique auprès de l'OCDE.
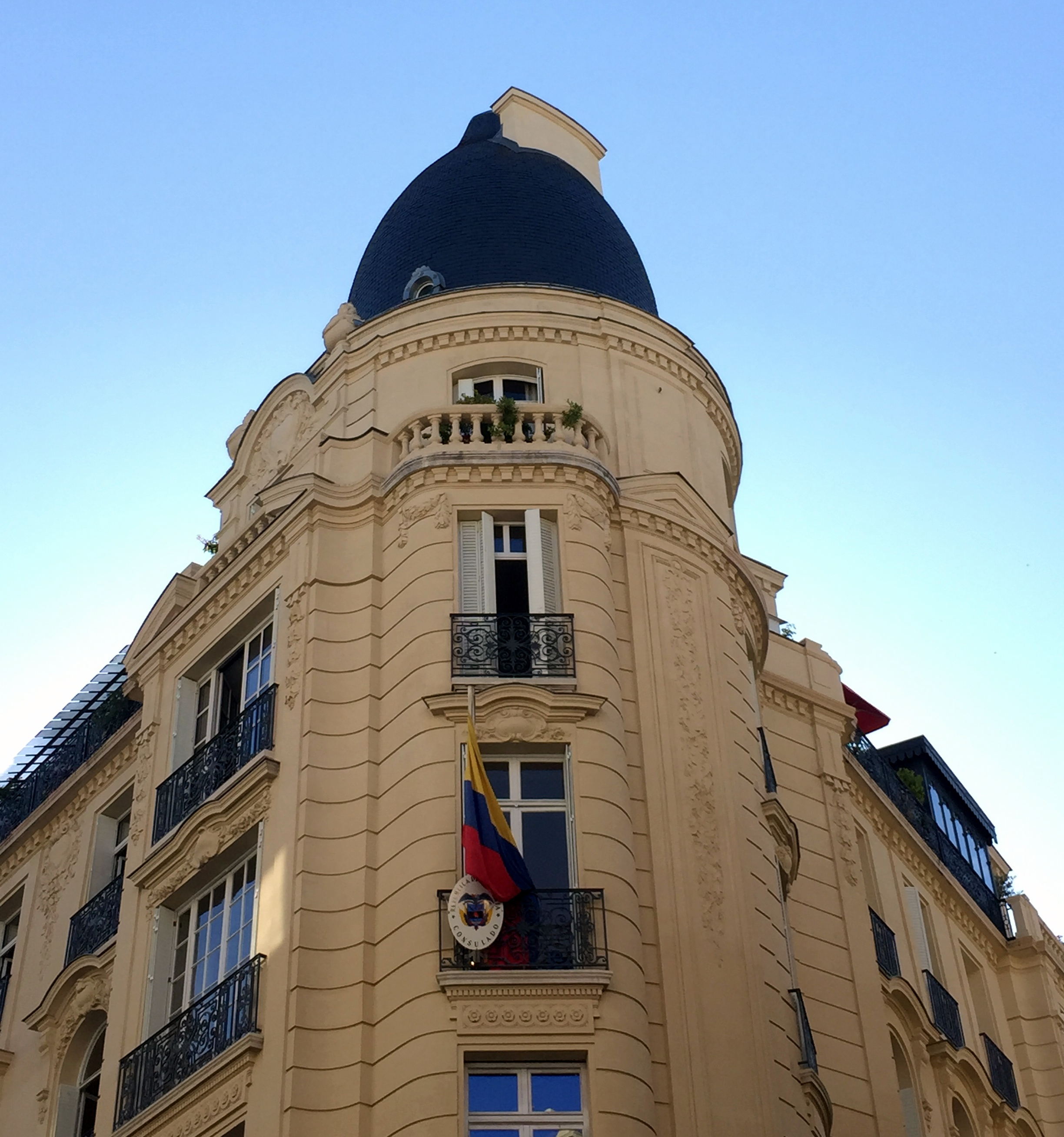
No 12 : consulat général de Colombie à Paris.

### Bâtiments détruits
- No 1 (angle de l'avenue des Champs-Élysées) : sous la Révolution française se trouvait à cet endroit une brasserie appartenant à Jean-François Santerre[11] dit « Jehan de La Fontinelle », qui y confectionnait une bière âcre, riche en houblon et réputée aphrodisiaque, appelée « La Fontinelle ». Il fit faillite en 1803. Sous la monarchie de Juillet, le vicomte Hector de Jailly, auteur dramatique, habitait à l'entresol de cet immeuble et y recevait de nombreuses actrices[12]. Une ménagerie foraine occupait cet emplacement vers 1855[13].
- No 2 (et 92, avenue des Champs-Élysées) : à cet emplacement s'élevait autrefois l'hôtel de Langeac, construit en 1770-1773 par l'architecte Chalgrin pour la comtesse de Langeac (1725-1778), maîtresse du comte de Saint-Florentin, secrétaire d'État à la maison du Roi, à l'emplacement du pavillon du garde de l'ancienne pépinière royale. Dès 1772, l'hôtel de Langeac était cédé au comte d'Artois, frère cadet de Louis XVI, qui y installa sa maîtresse, l'actrice Louise Contat. Thomas Jefferson y résida et y installa la légation des États-Unis d'Amérique d'octobre 1785 à septembre 1789. Saisi sous la Révolution, l'hôtel de Langeac fut vendu comme bien national en 1793. Il fut démoli en 1842 et remplacé par l'hôtel de Belleyme-Trévise, dans le goût Louis XV, bâti entre 1869 et 1875 pour Jean-François Hippolyte Mortier de Trévise (1840-1892), marquis de Trévise, après son mariage en 1865 avec Louise Jeanne Gabrielle de Belleyme[14]. Le prince Napoléon (Jérôme) y résida. Le bâtiment fut démoli en 1898.
- No 5 : 
  - L'ancienne rotonde du Panorama national (1882) occupait une partie de l'emprise de ce complexe (galerie Berri-Washington et hôtel Warwick). Il convient de ne pas confondre ce panorama national, second du nom, avec le premier Panorama national situé sur les Champs-Élysées (actuel théâtre du Rond-Point). Celui de la rue de Berri est inauguré en 1882 avec l'exposition de La Bataille de Champigny (1880-1882), une toile panoramique circulaire monumentale (120 mètres de long et 14 mètres de haut) peinte par Édouard Detaille et Alphonse de Neuville[15], qui est remplacée, de 1887 à 1892, par le Panorama de la bataille de Rezonville, réalisée par les mêmes peintres ;
  - l'académie Julian ouvre, en 1888, à cette même adresse mais indépendamment du panorama, un espace constitué de trois ateliers de peinture « pour dames ». Dans ces nouveaux locaux est également enseigné la sculpture. Auparavant, les artistes féminines s'exerçaient rue Vivienne, où certaines d'entre elles sont peut être encore accueillies au-delà de cette date[16] ;
  - l' « établissement vélocipédique Palais-Sport[17],[18] » (inauguré en 1895[19]  et non pas en 1890[20]) est installée par la société anonyme du même nom dans l'ancien panorama acquis à cet effet et dont l'intérieur est profondément remanié. En 1910, alors que la fonction de la structure vient de changer à nouveau, Félix de Rochegude la désigne sous la dénomination inhabituelle de « palais du Cycle[21] » ;
  - le « garage Berri » (vers 1908[22]) qui est encore en activité en 1980 sous le nom de parking ;
  - également ancien Bazar de la Charité[23] ;
- No 5bis : immeuble de bureaux - au 2e SGTBA - Bureau d'études de la société (1960-1971).
- No 7 : vers 1780, pour Edme Marie Joseph Lemoine d'Essoies[24] (1751-1816), professeur de mathématiques et de physique, l'architecte Antoine-Charles Aubert transforma à cet emplacement[25] un hôtel existant en une « institution polytechnique » qui fut ultérieurement fusionnée avec la pension Hix, sise rue Matignon[26]. « La distribution des prix avait lieu avec éclat dans une chapelle bâtie par M. Lemoine et qui s'est transformée depuis en brasserie dans la rue de l'Oratoire. L'immeuble principal appartient au beau-père de M. Houssaye, ancien élève lui-même de la pension[27]. »

La comtesse de Bertrand y donnait de fort jolis bals, sous le règne de Louis-Philippe Le peintre Henri Lehmann (1814-1882) eut son atelier dans cette maison.
- No 12 : à cet emplacement, propriété de Mme veuve Hérold[28], se dressait vers 1820 une chapelle russe[29] que remplaça en 1861 la cathédrale Saint-Alexandre-Nevsky de la rue Daru.
- No 13 : l'hôtel particulier qui se dressait à cet emplacement au début du XXe siècle était la résidence d'un original fortuné, un peu mythomane, qui se faisait appeler Albert de Préverenges et se disait le fils naturel de l'actrice Cécile Sorel et de l'érudit et collectionneur Fernand de Mély (1851-1935)[13].
- No 15 : légation hongroise de 1924 aux années 1950-1960 (au moins jusqu'en 1954).
- No 16 : a abrité une maison d'éducation dénommée « Institution Sainte-Marie[28] ».
- No 20[30] : hôtel construit en 1781 pour Mme de Montesson (1738-1806), épouse morganatique du duc d'Orléans, Louis-Philippe « le Gros ». Elle le mit à la disposition de sa nièce, Mme de Genlis, chargée de l'éducation des enfants du duc d'Orléans, futur Philippe-Égalité. L'hôtel fut ensuite habité par la petite-fille de Mme de Genlis, Rose de Valence, épouse du maréchal Gérard[31]. Il fut acquis par Auguste de Gramont (1820-1877), duc de Lesparre, et par la duchesse née Marie Sophie de Ségur (1824-1903), qui y vécurent avec leur gendre et leur fille, le vicomte Frédéric des Acres de L'Aigle (1839-1886) et sa femme née Marie de Gramont (1845-1918). Les Lesparre vendirent l'hôtel, pour une somme raisonnable, à la princesse Mathilde qui s'y installa en 1871 et y tint un célèbre salon. C'est là qu'elle mourut en 1904. Selon Boni de Castellane : « Sa maison de la rue de Berri, tapissée de peluche et meublée à la mode napoléonienne, était hideuse. » La biographe de la princesse Mathilde, Marguerite Castillon du Perron, note que : « L'ambition de la princesse, rue de Berri, fut de continuer la rue de Courcelles. On revit les coussins bariolés, les froufrous, les franges à glands, les potiches et les soies anciennes, les lampes de Chine qui avaient donné à son ameublement un caractère disparate. Comme aux beaux jours de 1868, on trouvait, après avoir traversé un premier salon où étaient réunis les bustes des Bonaparte, la princesse dans le second petit salon, devant son propre buste modelé par Carpeaux. Auprès d'elle se tenaient le général Chauchart […], la générale Espinasse, Mme de Galbois, Pauline Zeller et Marie Abattucci. Assise sur un canapé bas, jonché de coussins de couleurs vives, elle fourrageait dans sa corbeille à tapisserie, feuilletait un livre. Une lampe de céladon éclairait une table ronde, recouverte de soie rouge, parsemée de revues, de flacons et de bibelots de toute sorte. Des tableaux en grand nombre donnaient à la pièce le même aspect d'intimité restreinte qu'autrefois dans un cadre plus vaste. Sur la cheminée de marbre blanc tournaient les aiguilles dorées d'un cartel Louis XVI. Ces deux pièces, tendues d'une soie cramoisie, préludaient au déploiement de rouge et d'or du grand salon ouvert chaque dimanche. Là, Mathilde avait regroupé les plus belles d'entre ses toiles : les Guardi[Lequel ?] lumineux, des Tiepolo, une tête farouche de l'école espagnole, un portrait de femme de Reynolds, un ravissant Danloux. Les portes de cette pièce s'ouvraient sur une serre construite sur l'emplacement du jardin de l'hôtel au milieu de laquelle s'élevait un groupe de palmiers entourant le buste de bronze de Napoléon Ier par Chaudet. De part et d'autre, des groupes de meubles capitonnés et des chaises dorées séparaient la pièce en six petites alcôves propices aux entretiens. C'était confortable et laid. Sur l'un des murs, la grande œuvre de Victor Giraud, une toile de sept mètres de long, Le Charmeur de serpents, cherchait à dépayser les invités. La serre communiquait avec une salle à manger, prise elle aussi sur le jardin, car décidément l'hôtel était trop petit pour que la princesse pût y recevoir. Tous ceux qui ont été rue de Berri gardent le souvenir d'une impressionnante statuette en argent représentant Bonaparte à Brienne, qui s'élevait au milieu de feuillages, face à l'entrée de cette pièce. Les murs étaient entièrement garnis de tapisseries d'après des cartons de Jules Romain et de Jean d'Udine. Un aigle de bronze déployait ses ailes au milieu de la table. Le service était de Sèvres et la vaisselle de vermeil pour les grands dîners[32]. »

De 1905 à 1936, l'hôtel abrita la légation de Belgique avant que celle-ci, devenue ambassade, ne s'installe rue de Surène. Mme Leghait, épouse du ministre de Belgique à Paris, y donna de brillantes réceptions. L'hôtel fut ensuite remanié et défiguré avant d'être rasé, avec les maisons des nos 18 et 22, et de céder la place à un ensemble de bureaux.
- No 21 : chapelle américaine Saint-Honoré construite en 1849[34],[35].
- No 22 : hôtel particulier de la baronne de Berckheim[36].
La créatrice de mode Elsa Schiaparelli (1890-1973) y a vécu. Le site abrite depuis un hôtel[37].
- No 24 : la princesse Mathilde habita brièvement à cette adresse avant de s'installer définitivement au no 20.
- No 25 : hôtel de la famille Riant. Au rez-de-chaussée se trouvait la galerie Wildenstein.
- No 29 : anciennement hôtel du marquis Alejandro de Casa-Riera, aristocrate espagnol très fortuné, qui y reçut la reine Isabelle II d'Espagne lorsque celle-ci dut s'exiler en France. Le peintre Pierre-Victor Galland (1822-1892) réalisa une partie de son décor, notamment deux plafonds et une importante voussure. Le jardin, très vaste, s'étendait jusqu'à la rue d'Artois et la rue Washington. Le marquis possédait également l'hôtel Véron. En 1904, un certain Pierre Riera, simple forgeron catalan, accusa le marquis de Casa-Riera d’usurpation d’état civil et revendiqua son énorme fortune, estimée à 150 à 180 millions de francs-or. La presse s'empara de l'affaire. On prétendit que M. de Casa-Riera n’était autre que le fameux et mythique Crawford de l’affaire Humbert. « Déjà nombre de ceux qui avaient défilé dans la grande loge entre colonnes du marquis à l’Opéra, nombre de familiers de la rue de Berri, se tenaient sur la réserve […]. Et puis le roman-feuilleton bien compliqué et aux rebondissements bien agencés s’effondra. La conspiration avait échoué. Le grand seigneur espagnol était le marquis de Casa-Riera comme devant. Il ne s’était pas troublé pour autant et, même lorsque le scandale menaçait son honneur, il n’avait rien perdu de son exquise urbanité[38]. »

L'hôtel de Casa-Riera fut démoli après 1910 et loti.
- No 30 : anciennement hôtel de la marquise de Chaponay, née Constance Schneider (1865-1935). Après elle, il fut la résidence de ses filles, Mlle de Chaponay et Constance Zélie Eudoxie Marie Nicole de Chaponay (1890-1975), duchesse de Lévis-Mirepoix par son mariage avec le duc de Lévis-Mirepoix (1884-1981), membre de l'Académie française. Cette dernière organisait des bals rue de Berri pour les œuvres sociales de la noblesse française. L'hôtel existait encore en 1953[10]. Emma Bardac, née Moyse, cantatrice et muse de Gabriel Fauré, demeura dans cet hôtel particulier pendant les années de mariage avec son mari Sigismond Bardac, banquier, et anima un salon musical dont les invités furent Gabriel Fauré, Maurice Ravel, Tristan Klingsor[39].
- Durant son exil à Paris sous la monarchie de Juillet, Manuel Godoy (1767-1851), prince de la Paix, ainsi que son épouse, la princesse Tereza-Luisa de Bourbon, habitèrent rue de Berri, peut-être dans l'hôtel de Langeac[3].
- Sous le Premier Empire, madame de Staël avança 40 000 francs à Constant, premier valet de chambre de Napoléon Ier, pour l'achat d'une maison sise rue Neuve-de-Berri. Elle eut beaucoup de difficultés à se faire rembourser, ce dont sa correspondance se fait l'écho à de nombreuses reprises.
- Le 22 novembre 1825, Mme de Genlis s'installa au 106, rue Neuve-de-Berri, « dans une maison d'éducation de jeunes personnes dirigée avec beaucoup de soin par Mme de Bannières[40] ».
- La créatrice de bijoux Line Vautrin y a ouvert sa première boutique à la fin des années 1930[41].

## Au cinéma
La rue a servi de lieu de tournage à À bout de souffle (1960) de Jean-Luc Godard et au Samouraï (1967) de Jean-Pierre Melville.

## Sources
- « Rue de Berri » sur le site « Mon village : le faubourg du Roule et ses environs », www.apophtegme.com (consulté le 31 janvier 2009).
- André Becq de Fouquières, Mon Paris et ses Parisiens, Paris, Pierre Horay, 1953, vol. 1.
- Charles Lefeuve, Les Anciennes Maisons de Paris. Histoire de Paris rue par rue, maison par maison, Paris, C. Reinwald, 5e édition, 1875, 5 vol.
- Félix de Rochegude, Promenades dans toutes les rues de Paris. VIIIe arrondissement, Paris, Hachette, 1910.